# (466580) 2014 UD68
(466580) 2014 UD68 es un asteroide perteneciente al cinturón de asteroides, descubierto el 5 de octubre de 2004 por el equipo Spacewatch desde el Observatorio Nacional de Kitt Peak (Arizona, Estados Unidos).